# 倉田雅年
倉田 雅年（くらた まさとし、1939年〈昭和14年〉7月10日 - 2016年〈平成28年〉11月21日）は、日本の政治家、弁護士。衆議院議員（3期）、総務副大臣（福田康夫改造内閣・麻生内閣）、財務大臣政務官（第2次小泉内閣改造内閣・第3次小泉内閣）などを歴任した。

## 来歴
静岡県清水市（現・静岡市清水区）出身。静岡県立清水東高等学校、東京大学法学部卒業。大学在学中に司法試験に合格し、1968年に弁護士開業。
1996年、第41回衆議院議員総選挙に自由民主党公認で静岡4区から立候補したが、無所属の望月義夫に敗れ落選。2000年の第42回衆議院議員総選挙に比例東海ブロックから単独立候補し、初当選。2003年の第43回衆議院議員総選挙でも比例単独で再選。2004年9月に発足した第2次小泉内閣改造内閣で財務大臣政務官を務めた。
2005年の第44回衆議院議員総選挙では、静岡6区に国替えして立候補。小選挙区では民主党の渡辺周に敗れ、落選するが、重複立候補していた比例東海ブロックで比例復活で3選。2008年8月に発足した福田康夫改造内閣で総務副大臣（主たる担当として、行政の基本的な制度の管理運営に係る業務、地方自治制度に係る業務の所管。地方行財政を主として担当）に就任。同年9月に発足した麻生内閣でも再任された。2009年8月の第45回衆議院議員総選挙では、静岡6区から立候補するも再び渡辺に敗れ、比例復活も叶わず落選した。その後、2009年12月19日に次期衆院選不出馬を表明した。2010年、旭日重光章受章。
その他、静岡県弁護士会副会長や自由民主党政務調査会法務部会長を歴任した。
2016年11月21日、がんのため死去、77歳没。叙正四位。
箕面市長を務めた倉田哲郎は長男。

## 所属していた団体・議員連盟
- 神道政治連盟国会議員懇談会

## 著書
- 倉田雅年 『日本経済の羅針盤―21世紀に生きる』 南雲堂、1994年 ISBN 4523262098